# Bistrica (Nova Varoš)
Bistrica (em cirílico: Бистрица) é uma vila da Sérvia localizada no município de Nova Varoš, pertencente ao distrito de Zlatibor. A sua população era de 698 habitantes segundo o censo de 2011.

## Demografia
| 1948 | 1953 | 1961 | 1971 | 1981 | 1991 | 2002 | 2011 |
| ---- | ---- | ---- | ---- | ---- | ---- | ---- | ---- |
| 1276 | 1430 | 1529 | 1356 | 1185 | 940  | 791  | 698  |